# 浅見定雄
浅見定雄（あさみ さだお、 1931年〈昭和6年〉10月12日 - ）は、日本の宗教学者、神学博士（Th.D.）。旧約聖書学、古代イスラエル宗教史を専攻。東北学院大学名誉教授、日本脱カルト協会顧問（元代表理事）、特定非営利活動法人「小諸いずみ会」理事（初代理事長）。

## 経歴
1931年、山梨県都留市に生まれる。東京神学大学神学部卒業。東京神学大学博士課程修了。1964年 ハーバード大学神学部博士課程修了。Th.D.。1965年東北学院大学助教授、同大学教授。1999年定年退職、同大学名誉教授。

## 社会的活動
旧約聖書学の他に、社会問題となった日本の宗教団体の問題にも取り組んでいる。1960年代から統一教会（統一協会）を巡る問題に取り組み、宗教トラブルの相談も受けるようになった。スティーブン・ハッサンの『マインドコントロールの恐怖』（恒友出版、1993年）を翻訳紹介した。また、『にせユダヤ人と日本人』（朝日新聞社、1983年）で、山本七平がユダヤ人「イザヤ・ベンダサン」の偽名で著した『日本人とユダヤ人』を批判した。
月刊誌『宝石』1991年12月号に掲載された対談中の発言について、浅見も宗教法人幸福の科学から損害賠償請求訴訟を起こされるが、1996年3月、発言の訂正と幸福の科学が請求を放棄することで和解が成立している。

## 著書、訳書など

### 著書
- 『旧約聖書に強くなる本』（日本基督教団出版局） 1977年
  - 『改訂新版 旧約聖書に強くなる本』（日本キリスト教団出版局） 2010年　ISBN 978-4818407640
- 『にせユダヤ人と日本人』（朝日新聞社） 1983年、のち朝日文庫 1986年　ISBN 4022604166
- 『統一協会 = 原理運動 その見極めかたと対策』（日本基督教団出版局） 1987年　ISBN 4818421111
- 『聖書と日本人』（晩聲社） 1988年　ISBN 4891881801
- 『偽預言者に心せよ! - 日本人を考える』（晩聲社） 1989年　ISBN 4891881917
- 『新宗教と日本人』晩聲社、1994年6月14日。ISBN 978-4891882402。
- 『なぜカルト宗教は生まれるのか』（日本基督教団出版局） 1997年　ISBN 4818402575

### 共著
- 『統一協会 ボディコントロールの恐怖 - 「新純潔教育」の正体』（“人間と性”教育研究協議会代表幹事会共著、かもがわ出版） 1997年　ISBN 4876993319
- 『カルトと若者 - 東京女子大学学会講演会』（江川紹子, 西田公昭, 紀藤正樹共著、ブレーン出版） 2000年　ISBN 489242658X
- 『追悼庄幸司郎 - 平和憲法とともに』（「記録」編集部、アストラ） 2000年　ISBN 4901203045
- 『護られた街 カルトは防げる、撃退できる 実録』（山根二郎, 奥田穣児共著、仏教カルト研究所） 2002年　ISBN 4998090518
- 日本脱カルト協会（浅見定雄、櫻井義秀、西田公昭、山口貴士、杉本誠ほか）『カルトからの脱会と回復のための手引き』遠見書房、2009年2月10日。ISBN 978-4904536018。

### 訳書
- 『マインド・コントロールの恐怖』（スティーヴン・ハッサン（Steven Hassan）、恒友出版） 1993年　ISBN 4765230716

### 対談
- 「「金正日の呪い」を解くには」（西田公昭, 岸田秀との鼎談、青土社、『日本人はどこへゆく』に収録） 2005年　ISBN 4791762037